# Тетнанг (замък)
Замъкът Тетнанг (обикновено се използва „Новият замък Тетнанг“) – е един от трите замъка в германския град Тетнанг.
Всъщност първоначално на това място се намира крепост. От 1260 до 1780 г. е резиденция на графовете на Монтфорт. Старата крепост е унищожена по време на Тридесетгодишната война през 1633 г. Граф Антон III от Манфорт започва да възобновява постройката през 1712 г., наемайки архитекта Кристофър Гесингър, който да създаде дизайна на новия замък. Замисълът му е да премахне всички останки от средновековната крепост, за да има място за създаването на съвсем нов палат. През 1728 г. строежът стига до повратна точка – всички дейности спират, защото графът привършва своите ресурси. Антон умира през 1733 г. и замъкът остава незавършен.
Голяма част от фасадата, заедно с части от интериорните декорации, се поврежда по време на пожар през 1753 г. Под патронажа на граф Франз Ксавър работите по реставрацията продължават и завършват през 1770 г. Красивите скулптури и картини в замъка са дело на Джосеф Антон Фойхтмайър, Кете Шалер-Херлин и Андреас Бругър. Якоб Емел създава работата в стил рококо.
Когато графството на Тетнанг е продадено на Австрия през 1770 г., по-голямата част от вътрешните декорации — картини, скулптури и др. — са продадени, а замъкът преминава в публична собственост. Сградата отново става германско притежание, когато Тетнанг е върнат на Бавария като част от Пресбургския мирен договор.
Последни реставрационни работи по замъка се правят между 1960 г. и 1982 г. През 1997 г. той е отворен за обществото.